# Uncas
Uncas, né vers 1588 et mort vers 1683 à Norwich au Connecticut, est un sachem des Mohegans qui, grâce à l'alliance conclue avec les colons anglais de Nouvelle-Angleterre, a fait alors à l'époque de la nation Mohegan l'une des plus puissantes tribus amérindiennes de la région du Bas-Connecticut.